# 白腹隼雕
白腹隼雕（学名：Aquila fasciata、白腹山鵰）为鹰科真雕属的鸟类。

## 参考文献

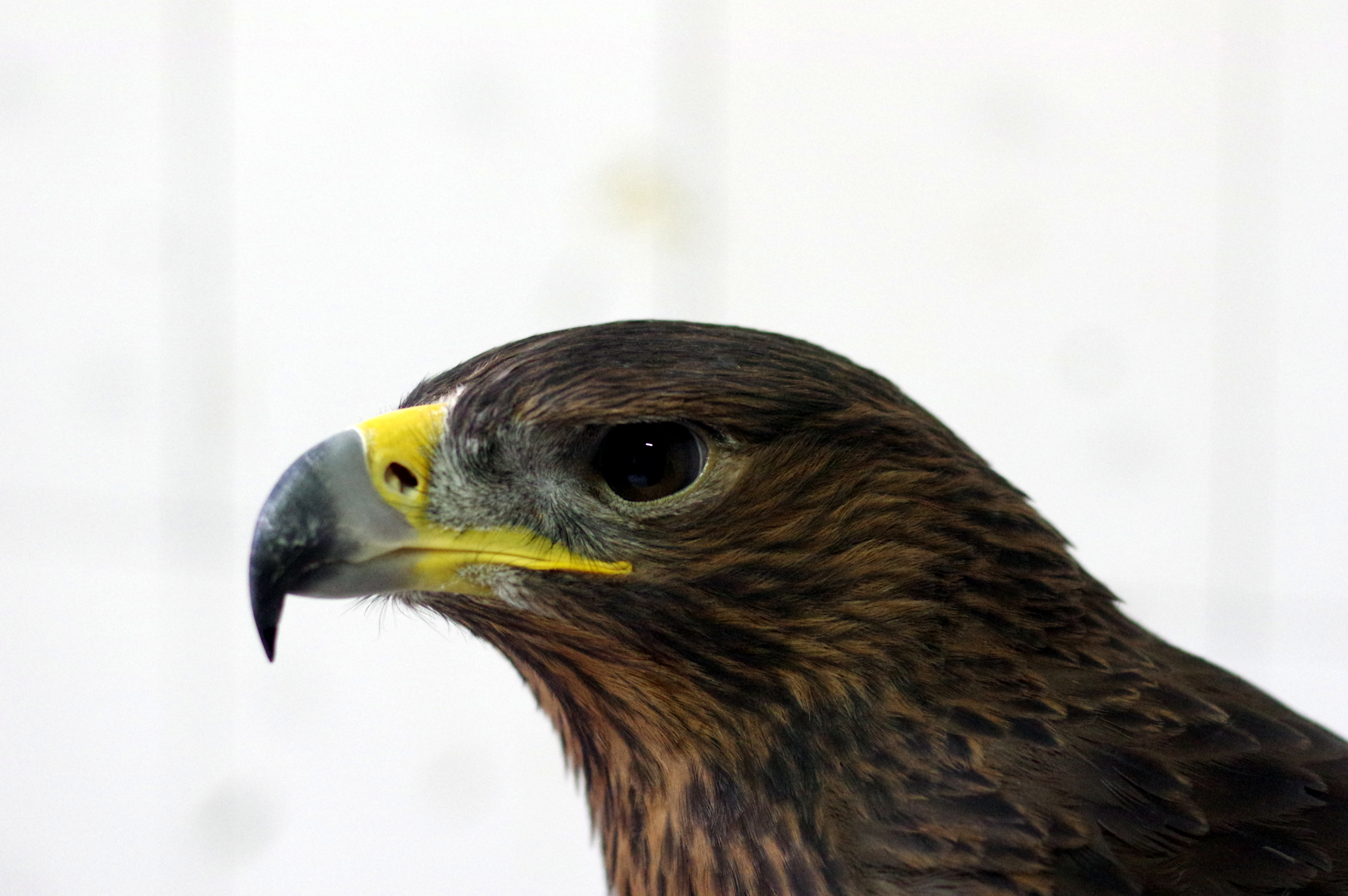

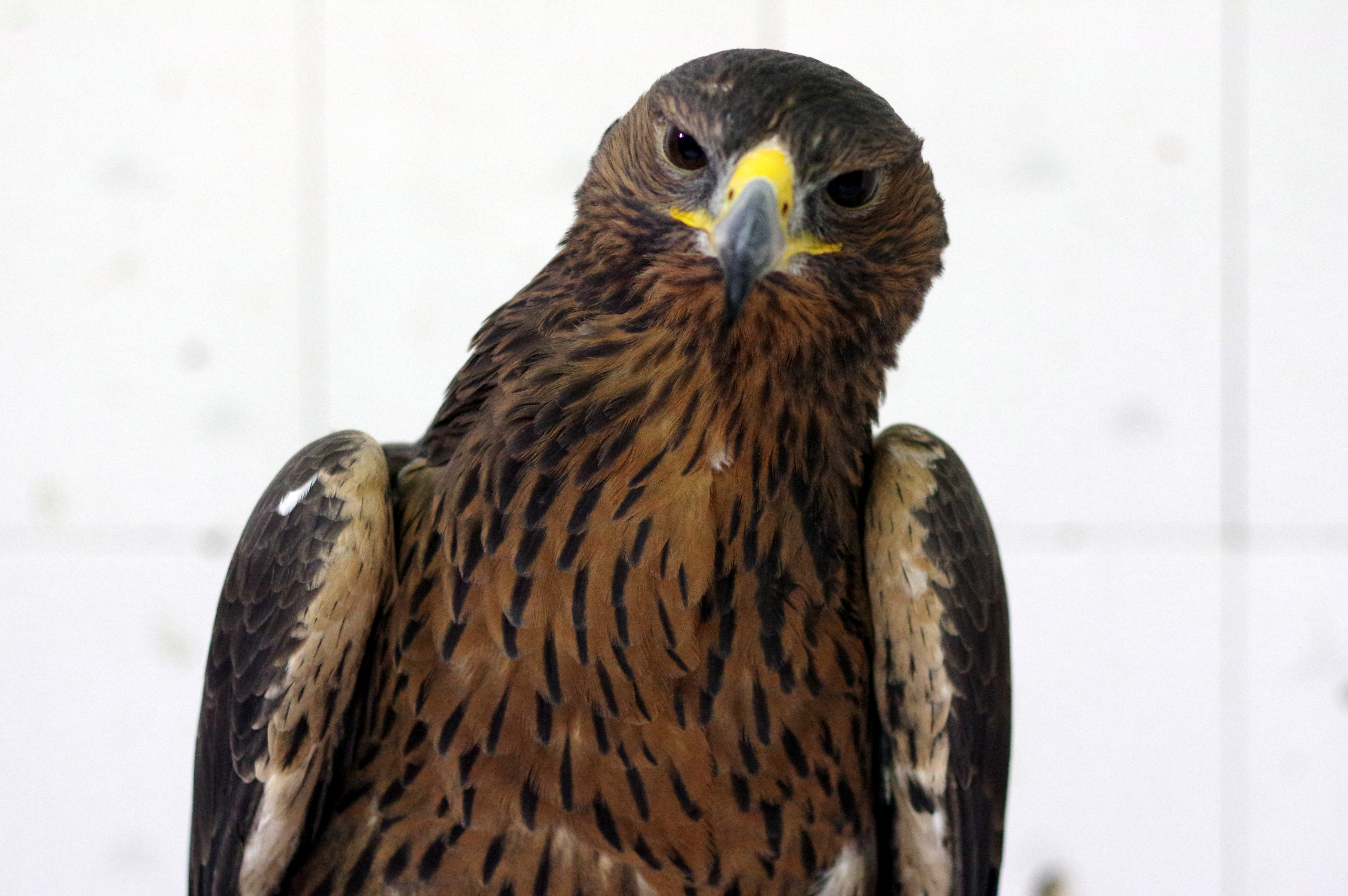

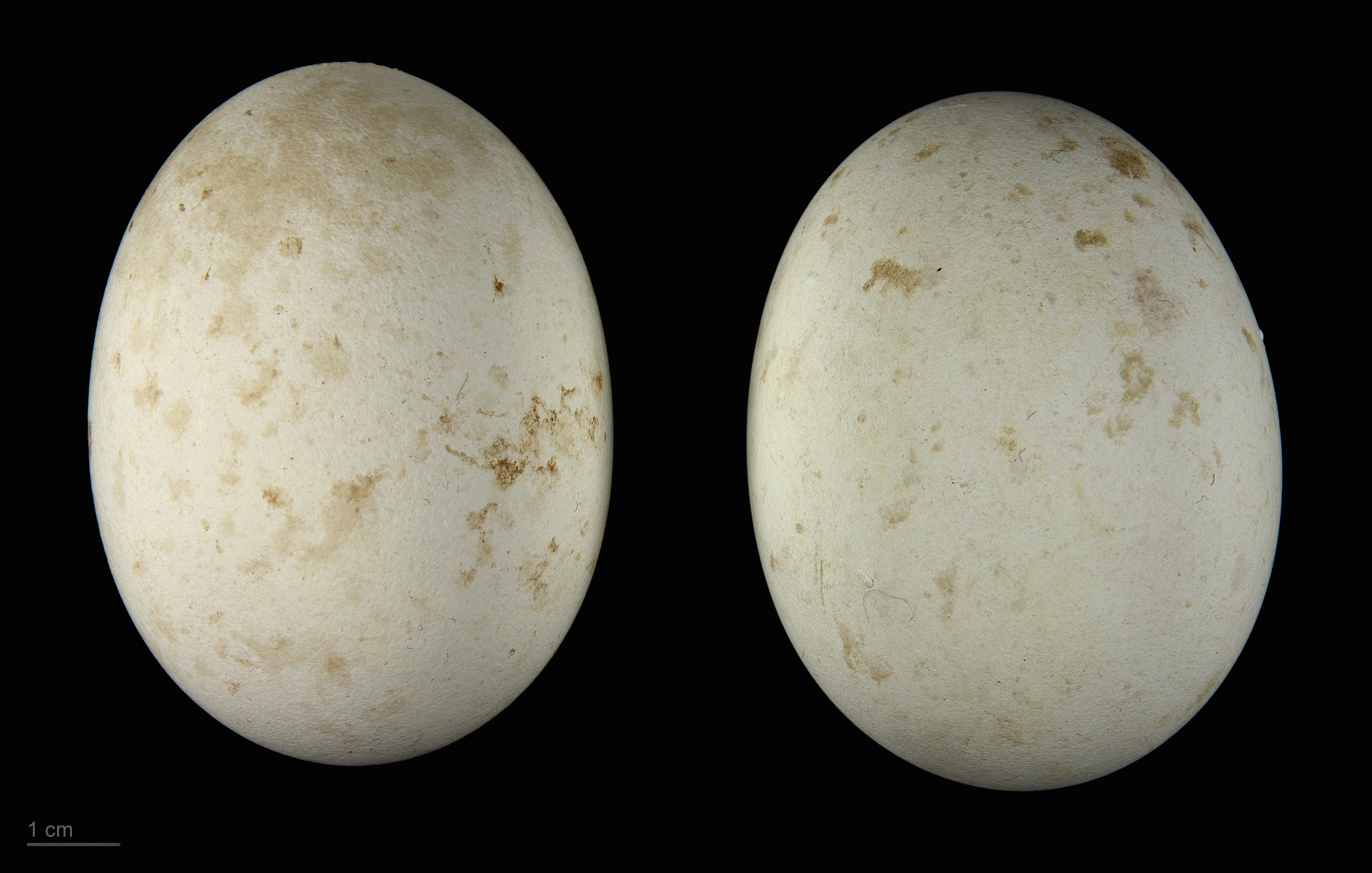
卵 Aquila fasciata